# مليته
مليته هي منطقة ساحلية في ليبيا تقع في اقصى شمال غرب مدينة العجيلات يحدها من الغرب مدينة زوارة. المنطقة تشتهر بمجمع مليتة للنفط والغاز وبميناء مليتة النفطي.

## الموارد والسكان
يمارس السكان مهنة الرعي والزراعة وخاصة زراعة أشجار الزيتون والنخيل والكروم، وتُعد منطقة الشط بمليته من أكثر المناطق إنتاجية للقمح والشعير، أصبحت المنطقة ذات أهمية إستراتيجية واقتصادية خاصة بعد إنشاء ميناءها النفطي ومجمع الغاز، كما يمر منها خط أنابيب للغاز يصل من أقصى جنوب العجيلات إلى اقصى شمالها بمليته ومنها إلى جزيرة صقلية الإيطالية بمسافة 450 كيلومترا، كلفة إنشاء الأنبوب نحو 5 مليارات دولار، حيث يؤمن تزويد إيطاليا ودول أوروبية بـ8 بلايين متر مكعب من الغاز سنويا.
بعد أحداث الحرب سنة 2011 عانت المنطقة من العديد من الحروب والنزاعات.

## روابط خارجية
- Mellitah Oil Services Co.